# اندیس ماسه سیلیسی (ریخته گری)
ماسه سیلیسی (ریخته گری) یک اندیس غیرفلزی است که در  استان گلستان قرار دارد و مادهٔ معدنی موجود در آن، ماسه است. و دیرینگی آن به دوران تریاس فوقانی - ژوراسیک تحتانی می‌رسد.